# メリタテス1世
メリタテス1世は、古代エジプト、第4王朝の王妃。彼女の名前は「父の最愛の人」の意である。日本語の書籍ではメリトイトエス、メリエトイオテスとも表記される。彼女の持っていた称号が複数、ギーザの石碑から見つかっている。彼女はギーザにある王妃のピラミッドのうち中央にあるG-1bピラミッドに埋葬された。
メリタテスはスネフェル王の娘であり、兄弟（または異母兄弟）であるクフ王と結婚した。彼女はクフとの間に王太子カワブを生み、恐らくジェドエフラーも彼女の息子である。カフラー王と、王妃ヘテプヘレス2世も同様にメリタテス1世とクフの子供である可能性もある、恐らくメリタテス2世も同じく彼女の娘である。
オギュスト・マリエットはギーザでメリタテス1世がスネフェルとクフの寵愛を受けたとされている石碑を記録している。
王の妻、彼の最愛の人、ホルスに尽くす、メリトイティテス（Mertitytes）、王の妻、彼の最愛の人、メリトイティテス。二女神に愛される者に愛される。彼女の言った事は何であれ彼女のために実行された人。スネフェル（Snefr[u]）の大いなる寵愛を受けた。クフ（Khuf[u]）の大いなる寵愛を受け、ホルスに尽くし、カフラーの下で重んぜられた。メリトイ（ティテ）ス（Merti[tyt]es） [Breasted]
メリタテス1世は次の称号を保持していた。
- クフの偉大なる錫杖[7](wrt-hetes-nt-khwfw)
- スネフェルの偉大なる錫杖[8]（wrt-hetes-nt-snfrw）
- 王の妻、彼の最愛の人（hmt-nisw meryt.f）
- ホルスに仕える者（kht-hrw）
- 二女神（英語版）の最愛の人の配偶者（sm3yt-mry-nbty）[9]

## ピラミッド

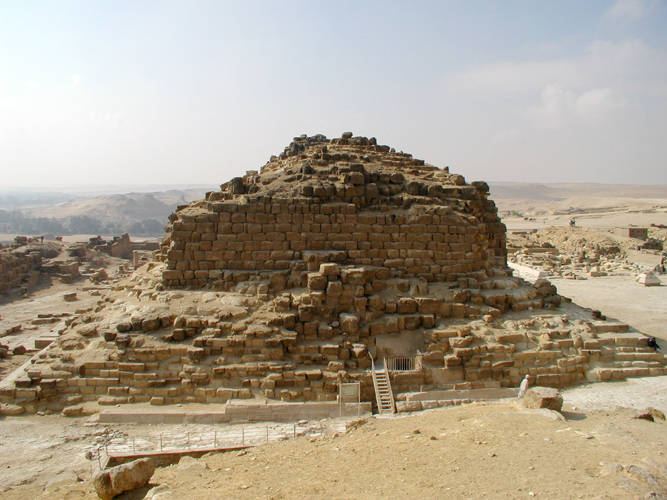
王妃のピラミッド G-1b

ピラミッド G-1bはメリタテス1世の墓であると考えられている。王妃達のピラミッドは王達のピラミッドの南によく建造された。しかし、クフ王のピラミッドの南には採石場があったため、小ピラミッドの位置は東に移動することになった。レイズナーはメリタテス1世のピラミッドの建造を、クフ王の治世15年頃と位置付けた。彼女のピラミッドの建造は、ピラミッドG-1aの建造直後に始まったであろう。この王妃達のピラミッド群は王家のマスタバ墓群があるギーザ東墓地の一部である。
当初は、ピラミッドG-1a（ギーザの大ピラミッドの東にある三つの小ピラミッド群のうち、一番北にある物）がメリタテス1世に属する物であると考えられていた。しかし現在ではG-1aはクフの母ヘテプヘレス1世のものであると考えられている。最近になって、ピラミッドG-1bがメリタテス1世の墓であると考えられるようになった。G-1bには小さな葬祭殿と岩を削って作った船着き場（bort pit）が付属していた。しかしこの船着き場から船は見つかっていない。小さな葬祭殿は、様々な場面を描いたレリーフで装飾されていた。偽扉と壁にあったレリーフの断片は、発掘中に回収された。メリタテス1世の王妃の称号はこの断片から発見されたものである。このレリーフの断片群は現在ボストン美術館（27.1321）にある。レリーフ断片には更に、奉納品のリストの一部、奉納品と動物を運ぶ男性、船を漕ぐ場面等を描いた物がある。